# Ómagyar Mária-siralom

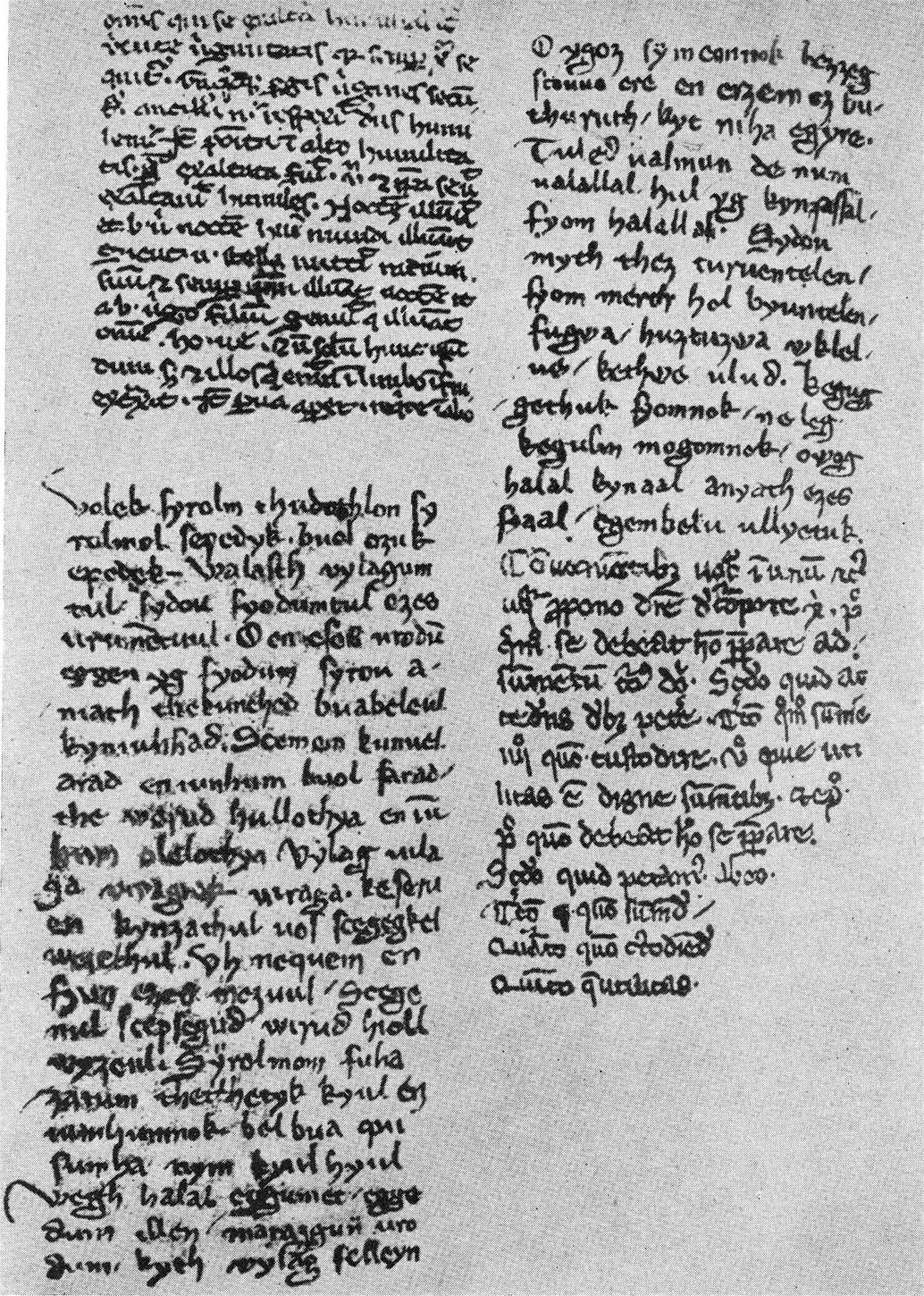
A nyelvemlék, a Leuveni kódex f. 134v oldalán

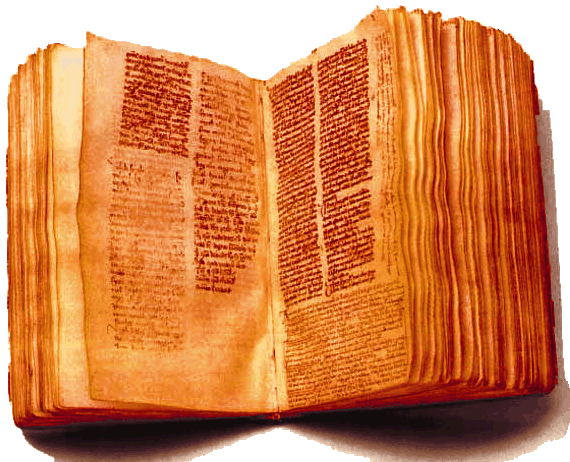
A Leuveni kódex az Ómagyar Mária-siralommal

Az Ómagyar Mária-siralom egyike legkorábbi nyelvemlékeinknek, az első fennmaradt magyar nyelvű vers, a teljes finnugor nyelvcsalád első lírai nyelvemléke. A 13. században íródott egy latin vers átköltéseként, a latin nyelvű Leuveni kódex lapjaira. 1922-ben fedezték fel abban az anyagban, amit a Leuveni Katolikus Egyetem vásárolt egy müncheni könyvkereskedésben a németek által az első világháborúban elpusztított könyvtári anyag pótlására. Az értékes kódex 1982-ben került a magyar állam tulajdonába.
Szövegemlékről van szó, amely régi magyar írással készült, az eredeti mű szerzője feltehetőleg egy domonkos rendi szerzetes, Gotfrid, aki a párizsi Szent Viktor ágostonos kanonokrendi apátság helyettes házfőnöke volt, és a 12. században élt.
Az Ómagyar Mária-siralom magyar költője jól megérezte, hogy a latin sorok két ritmikai egységre oszlanak, és végig kétütemű sorfajban írta meg a maga költeményét. A magyar hangsúlyos ütemben a hangsúlytalan szótagok száma ekkor még kötetlen volt, ez nagyobb szabadságot, változatosabb sorok létrehozását tette lehetővé.
„Legelső” versünkben már fejlett rímek, szép és tudatosan alkalmazott alliterációk voltak. Változatos a rímelhelyezés is: előfordulnak páros rímek (a a b b), félrímes megoldások (x a x a) és bokorrímek is (a a a).
A költeményben Mária, a keresztre feszített Jézus anyja egyes szám első személyben szólal meg. A legnagyobb szenvedést átélő, a fia kínhalálát szemlélő asszony tehetetlen kétségbeesésben vergődik. Hol önmaga nyomorult állapotát zokogja el, hol pedig – váltakozva a keserű jajongással – fiát szólítja meg anyai becézéssel, illetve a halált kérleli – önmagát ajánlva fel neki gyermeke helyett –, majd pedig Jézus kínzóihoz könyörög kegyelemért. A vers befejezésében feltör a tébolyult anyai sikoly: ha már nem mentheti meg egyetlen fiát, legalább osztozni akar vele a halálban.
Az Ómagyar Mária-siralom a Leuveni kódex 134. lapjának hátulján található. A vers szövegének nagyobb része szabad szemmel alig olvasható, mert a pergamenről a folytonos használat miatt egyszerűen kikopott. Korábban az a nézet terjedt el, hogy mint érthetetlen nyelvű szöveget kidörzsölték, dörzsölésre utaló nyomok azonban valójában nincsenek.
Műfaja: siralom (planctus).

## Szövege
| Eredeti írásmód                                                                                                | Mai átírás                                                                                              | Mai magyar nyelven                                                                                               | Mai magyar nyelven                                                                                                   |
| | | (Vizkelety/Mészöly értelmezése)                                                                                  | (Molnár Ferenc értelmezése)                                                                                          |
| Volek ſyrolm thudothlon ſy rolmol ſepedyk. buol oʒuk epedek ··                                                 | Volék sirolm-tudotlon. Sirolmol sepedëk, búol oszuk, epedëk,                                            | Nem tudtam, mi a siralom. Most siralommal zokogok, bútól aszok, epedek.                                          | Nem ismertem a siralmat, Most siralom sebez, Fájdalom gyötör, epeszt.                                                |
| Walaſth vylagum tul ſydou fyodumtul eʒes urumētuul.                                                            | Válȧszt világumtúl, zsidóv fiodumtúl, ézës ürümemtűl.                                                   | Zsidók világosságomtól, megfosztanak én fiamtól, az én édes örömemtől.                                           | Zsidók világosságomtól, Elválasztanak fiamtól, Édes örömemtől.                                                       |
| O en eſes urodū eggen yg fyodum ſyrou a / niath thekunched buabeleul kyniuhhad.                                | Ó én ézës urodum, ëggyen-igy fiodum, síróv ȧnyát teküncsed, buábelől kinyúchchad!                       | Ó, én édes Uram, egyetlenegy fiam, síró anyát tekintsed, bújából őt kivonjad!                                    | Ó, én édes Uram, Egyetlen egy fiam, Síró anyát tekintsed, Fájdalmából kivonjad!                                      |
| Scemem kunuel arad en iunhum buol farad the werud hullothya en iū / hum olelothya                              | Szëmëm künvel árȧd, [én] junhum búol fárȧd, te vérüd hiollottya én junhum olélottya.                    | Szemem könnytől árad, szívem bútól fárad. Te véred hullása szívem alélása.                                       | Szememből könny árad, Szívem kíntól fárad, Te véred hullása, Szívem alélása.                                         |
| Vylag uila ga viragnak uiraga. keſeru / en. kynʒathul uoſ ſcegegkel werethul.                                  | Világ világȧ, virágnȧk virágȧ, keserűen kínzatul, vos szëgekkel veretül!                                | Világnak világa, virágnak virága, keservesen kínzanak, vas szegekkel átvernek!                                   | Világ világa, Virágnak virága, Keservesen kínoznak, Vas szegekkel átvernek!                                          |
| Vh nequem en fyon eʒes meʒuul Scege / nul ſcepſegud wirud hioll wyʒeul.                                        | Uh nëkem, én fiom, ézës mézűl, szégyënül szépségüd, vírüd hioll vízől.                                  | Jaj nekem, én fiam! édes vagy, mint a méz, de szépséged meggyalázzák, véred hull, mint a víz.                    | Jaj nekem, én fiam, Édes, mint a méz, Megrútul szépséged, Vízként hull véred!                                        |
| Syrolmom fuha / ʒatum therthetyk kyul en iumhumnok bel bua qui ſumha nym kyul hyul                             | Sirolmom, fuhászȧtum tertetik kíül, én junhumnok bel búa, ki sumha nim híül.                            | Siralmam, fohászkodásom belőlem kifakad, én szívemnek belső búja, mely soha nem enyhül.                          | Siralmam, fohászkodásom Láttatik kívül, Szívem belső fájdalma Soha nem enyhül.                                       |
| Wegh halal engumet / egge dum illen / maraggun uro dum / kyth wylag felleyn                                    | Végy hȧlál engümet, ëggyedüm íllyën, maraggyun urodum, kit világ féllyën!                               | Végy magadhoz engem, halál, egyetlenem éljen. Maradjon meg az én Uram, világ tőle féljen!                        | Végy halál engemet, Egyetlenem éljen, Maradjon meg Uram, Kit a világ féljen!                                         |
| O ygoʒ ſymeonnok beʒʒeg ſcouuo ere en erʒem ez bu / thuruth / kyt niha egyre.                                  | Ó, igoz Símëonnok bëzzëg szovo ére: én érzëm ez bú tűrűt, kit níha ígére.                               | Ó, az igaz Simeonnak bizony érvényes volt a szava. Én érzem e bú tőrét, melyet egykor jövendölt.                 | Ó, az igaz Simeonnak Biztos szava elért, Érzem e fájdalom-tőrt, Amit egykor jövendölt.                               |
| Tuled ualmun de num ualallal / hul yg kynʒaſſal / fyom halallal.                                               | Tűled válnum, de nüm vȧlállȧl, hul így kínzȧssál, fiom, hȧlállȧl!                                       | Tetőled válnom kell, de nem ily szörnyű valósággal, mikor így kínoznak, én fiam, halálosan!                      | Ne váljak el tőled, Életben maradva, Mikor így kínoznak Fiam, halálra!                                               |
| Sydou myth theʒ turuentelen / fyom merth hol byuntelen / fugwa / huʒtuʒwa wklel / ue / ketwe / ulud.           | Zsidóv, mit tész türvéntelen? Fiom mért hol bíüntelen? Fugvá, husztuzvá, üklelvé, këtvé ülüd!           | Zsidó, mit téssz törvénytelenül? Fiam miért hal bűntelenül? Megfogván, rángatván, öklözvén, kötözvén megölöd!    | Zsidó, mit tész törvénytelen! Fiam meghal, de bűntelen! Megfogva, rángatva, Öklözve, megkötve Ölöd meg!              |
| Kegug / gethuk fyomnok / ne leg / kegulm mogomnok / owog halal kynaal / anyath eʒes fyaal / egembelu ullyetuk. | Kegyüggyetük fiomnok, ne légy kegyülm mogomnok! Ovogy hȧlál kináȧl ȧnyát ézës fiáȧl ëgyembelű üllyétük! | Kegyelmezzetek fiamnak, nem kell kegyelem magamnak! Avagy halál kínjával, anyát édes fiával vele együtt öljétek! | Kegyelmezzetek meg fiamnak, Ne legyen kegyelem magamnak, Avagy halál kínjával, Anyát édes fiával Együtt öljétek meg! |